# 神野寺 (東京都北区)
神野寺（じんのじ）は、東京都北区にある日蓮宗の寺院。

## 歴史
1953年（昭和28年）、智妙院日泰によって開山された。元々は「神野教会」であり、寺へと昇格した。開基は神野氏で、これが寺号の由来となっている。
第2世住職は晩年、療養生活を送っていたため、当寺の宗教活動は事実上沈滞していた。2009年（平成21年）の第3世住職着任後、「敷居は低く、こころざしは高く、こころ温まるお寺を」を掲げて再建に乗り出し、2015年（平成27年）には「神奈川別院」（神奈川県横浜市栄区上郷町1063-8）を開設するに至っている。

## 所蔵仏像
以下の仏像を所蔵している。戦後創建の比較的新しい寺院であるにもかかわらず、千年以上の歴史を有する仏像も所蔵している。
- 日蓮上人坐像 - 製作年代：江戸時代後期、品質構造：寄木造
- 大日如来坐像 - 製作年代：平安時代前期、品質構造：木造
- 千手観音立像 - 製作年代：江戸時代後期、品質構造：木造
- 鬼子母神立像 - 製作年代：文化12年（1815年）、品質構造：一木造

## 交通アクセス
- 十条駅より徒歩16分。